# Amy Farrington
Amy Farrington (Miami, 20 settembre 1966) è un'attrice e modella statunitense.

## Carriera
È conosciuta principalmente per il ruolo principale di Piper Lynch nella serie televisiva S.W.A.T.

## Filmografia parziale

### Televisione
- E.R. - Medici in prima linea (E.R.) -serie TV, episodio 4x20 (1998)
- Malcolm - serie TV, episodi 3x03, 3x14 (2001-2002)
- Just Shoot Me! - serie TV, episodi 7x01, 7x24 (2002-2003)
- Good Morning, Miami - serie TV, episodio 2x10 (2003)
- Will & Grace - serie TV, episodio 6x20 (2004)
- Due uomini e mezzo (Two and a Half Men) - serie TV, episodio 1x23 (2004)
- Saving Grace - serie TV, episodio 1x11 (2007)
- Bones - serie TV, episodio 4x10 (2008) -
- Nip/Tuck - serie TV, episodio 6x05 (2009)
- Grey's Anatomy - serie TV, episodio 6x22 (2010)
- Hung - Ragazzo squillo (Hung) - serie TV, 4 episodi (2009-2011)
- The Protector - serie TV, 1x01, 1x06 (2011)
- Private Practice - serie TV, episodio 4x12 (2011)
- The Mentalist - serie TV, episodio 3x15 (2011)
- American Horror Story - serie TV, episodio 2x06 (2012)
- Jessie - serie TV, episodi 2x03, 2x24 (2012-2013)
- Scandal - serie TV, episodio 2x20 (2013)
- Crash & Bernstein - serie TV, episodio 1x17 (2013)
- 2 Broke Girls - serie TV, episodio 5x20 (2016)
- Mike & Molly - serie TV, episodio 6x11 (2016)
- Faking It - Più che amiche (Faking It) - serie TV, 13 episodi (2014-2016)
- Mom - serie TV, episodio 4x12 (2017) -
- NCIS: Los Angeles - serie TV, episodio 8x18 (2017)
- Papà a tempo pieno (Man With a Plan) - serie TV, episodio 1x20 (2017)
- GLOW - serie TV, episodi 1x01, 1x09 (2017)
- Young Sheldon - serie TV, episodio 2x05 (2018)
- S.W.A.T. - serie TV, 26 episodi (2019-2021)
- 9-1-1: Lone Star - serie TV, episodio 4x10 (2023)
- Upload - serie TV, episodi 3x02, 3x04 (2023)
- Bob Hearts Abishola - serie TV, episodio 5x05 (2024)

## Doppiatrici italiane
Nelle versioni in italiano delle opere in cui ha recitato, Amy Farrington è stata doppiata da:
- Emanuela Baroni in Malcolm, S.W.A.T.
- Daniela D'Angelo in The Mentalist
- Alessandra Korompay in American Horror Story
- Francesca Fiorentini in Jessie
- Luisa Ziliotto in Scandal
- Gilberta Crispino in 2 Broke Girls
- Loredana Nicosia in Faking It - Più che amiche
- Laura Boccanera in GLOW
- Giovanna Martinuzzi in Young Sheldon
- Tiziana Martello in 9-1-1: Lone Star
- Renata Bertolas in Upload